# Nick Hysong
Nick Hysong (ur.  9 grudnia 1971 w Winslow w Arizonie) – amerykański lekkoatleta, tyczkarz.

## Osiągnięcia
- złoty medal Igrzysk olimpijskich (Sydney 2000)
- 2. miejsce na Finale Grand Prix IAAF (Doha 2000)
- brąz podczas Mistrzostw Świata w Lekkoatletyce (Edmonton 2001)

## Rekordy życiowe
- Skok o tyczce - 5,90 m (2000)
- Skok o tyczce (hala) - 5,85 m (1995 & 1999)
- Bieg na 100 m - 10,27 s (2000)